# Баглай Михайло Степанович
Михайло Степанович Баглай (нар. 1913 — ?) — український радянський діяч, 2-й секретар Полтавського обласного комітету КПУ. Депутат Верховної Ради УРСР 5-го скликання.

## Біографія
Працював на залізниці.
Член ВКП(б) з 1939 року.
До 1941 року — секретар партійної організації паровозного депо станції Кременчук Полтавської області. Під час німецько-радянської війни перебував у евакуації. З 1943 року працював секретарем Кременчуцького залізничного вузлового партійного комітету.
З серпня 1952 до червня 1954 року — 1-й секретар Кременчуцького міського комітету КПУ Полтавської області.
У червні 1954 — 29 липня 1955 року — секретар Полтавського обласного комітету КПУ.
29 липня 1955 — квітень (оф. травень) 1961 року — 2-й секретар Полтавського обласного комітету КПУ.
На 1966—1971 роки — начальник Полтавського обласного управління по будівництву і експлуатації шосейних (автомобільних) шляхів.

## Нагороди
- орден Леніна (26.02.1958)
- ордени
- медалі